# 豊田村 (静岡県安倍郡)
豊田村（とよだむら）は静岡県の中部、有渡郡・安倍郡に属していた村である。現在の静岡市駿河区中東部および葵区南東部にあたる。

## 地理
- 山：有度丘陵（有度山、久能山、日本平）、八幡山

## 歴史
- 1889年（明治22年）4月1日 - 町村制の施行により、南安東村［一部］、曲金村、小黒村、柚木村、八幡村、小鹿村（旧小鹿新田を含む）、聖一色村、池田村、古庄村［大部分］、長沼村、国吉田村、栗原村、有東村、石田村［一部］、安倍郡上土新田［一部］、川合村［一部］が合併して有渡郡豊田村が発足。
- 1896年（明治29年）4月1日 - 郡制の施行により、所属郡が安倍郡に変更。
- 1908年（明治41年）10月2日 - 南安東の一部が静岡市に編入。
- 1928年（昭和3年）10月1日 - 静岡市に編入。同日豊田村廃止。
- 2005年（平成17年）4月1日 - 静岡市が政令指定都市に移行し、旧村域は駿河区と葵区の2行政区にほぼ等分に分かれる。

## 交通

### 鉄道路線
- 静岡鉄道
  - 静岡清水線
    - 運動場前駅（現県総合運動場駅）

現在はJR東海（東海旅客鉄道）東海道本線東静岡駅・JR貨物（日本貨物鉄道）静岡貨物駅が千代田村との境界に所在するが、当時は共に未開業。
専用鉄道は、東海道本線静岡駅分岐の東洋モスリン専用線（後の鐘淵紡績支線）大浜製紙支線・静岡瓦斯線などが敷設されていた。